# Повстання у Чечні (1821—1822)
Повстання в Чечні 1821—1822 років було викликане експансіоністською політикою Російської імперії, яку царські намісники на Кавказі (яким у цей період був генерал Єрмолов) воліли проводити виключно військовими методами.

## Передісторія
У 1817—1818 роках Єрмоловим були представлені плани освоєння Кавказу, що включали створення Сунженської лінії, виселення чеченців з басейну Сунжі, заселення рівнинної частини Чечні козаками та встановлення блокади гірської Чечні з метою підпорядкування горців царській владі. Для спілкування з чеченцями Єрмолов віддавав перевагу мові ультиматумів. З XVIII століття царські намісники доклали чимало зусиль для переселення частини чеченців на рівнину та зближення їх із росіянами. Політика Єрмолова була прямо протилежною — він став виганяти чеченців у гори, у тому числі й тих, що жили за межами Чечні в Кумикії, дозволяючи залишитися лише тим, за кого доручилися власники кумиків. Цілі чеченські селища (Кара-агач, Байрам-аул, Осман-юрт, Генже-аул, Баматбек-юрт, Хасав-аул, Казах-мурза-юрт) були під конвоєм виселені в гірську Чечню. Політика Єрмолова ставила чеченців перед вибором: смерть від голоду в горах або озброєний опір. Спроби чеченців домовитися про принципи мирного співіснування виявилися безрезультатними: Єрмолов вимагав від них безумовної покірності, але не давав жодних гарантій припинення каральних експедицій.
Бажаючи очистити притеречну частину Чечні від чеченців, Єрмолов вирішив подати їм, як і сам писав, «приклад жаху». Об'єктом цієї акції залякування стало село Даді-Юрт. 15 вересня 1819 року війська у складі 6 рот піхоти, 700 козаків та 4 гармат напали на село. У бою було вбито понад 500 чеченців, російські втрати склали 61 убитий та 200 поранених. Єрмолов писав в одному зі своїх листів:
|  | Подібного прикладу ще не бачили в цьому краю і я тільки для того його подав, щоб поширити страх. |

Для прискорення підкорення Чечні командуванню Кавказької лінії було наказано з весни 1820 року розпочати прокладання доріг і будівництво укріплень. Оскільки для виконання цього розпорядження командування не мало ресурсів, воно вирішило використати самих чеченців. Чеченці, які проживали між Тереком і Сунжею, «під страхом винищення» мали надавати для робіт озброєних лісорубів. Так, 6 березня 1820 року лісоруби у супроводі 2,5 батальйонів піхоти та 500 козаків під командуванням Грекова рушили у напрямку села Герменчук. На цьому шляху розташовувалося село Топлі, яке вважалося покірним і в жодних антиросійських акціях не брало участі. Тим не менш, село було «зруйноване». Потім було зібрано старійшини сусідніх сіл, яким було наказано надати лісорубів. За три дні була прокладена просіка до Герменчука, і хоч його жителі не чинили опору, село було спалене.
В 1819 Єрмолов заборонив чеченцям всі торгові операції за межами Чечні. Дагестанцам було закрито проїзд до Азербайджану, Грузії та Чечні. Було заборонено ввозити продовольство до Чечні та Дагестану. Єрмоловим була заборонена торгівля навіть між сусідніми районами Чечні та Дагестану.

## Повстання

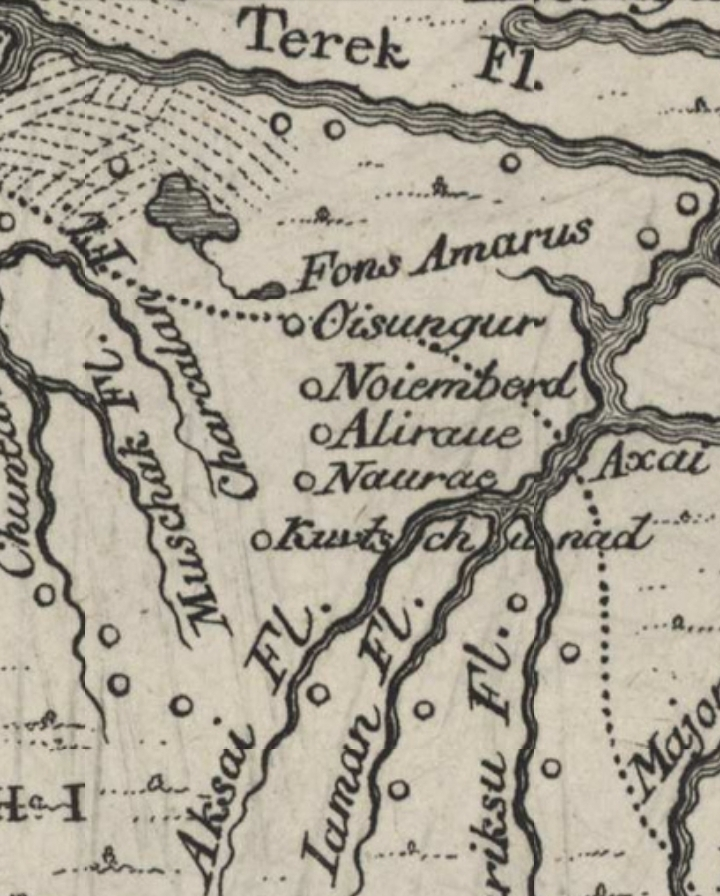
Качкаликівські аули Ойсхар, Нойбер, Алерой, Нойруз, Курчалою. Фрагмент карти Якова Штеліна 1771 року.

Для очищення рівнин уздовж Сунжі від качкаликовців Єромоловим було знищено кілька їхніх сіл, найвідомішим з яких став Даді-юрт. Після цього чеченці почали залишати долину Сунжі. Вони переселилися на річку Мічик, де «звели собі землянки, в яких і жили як звірі, перебуваючи в злиднях і вмираючи з голоду». Єрмолов вирішив вигнати їх і звідси, бо побоювався їхнього союзу з кумиками. У грудні 1820 — жовтні 1821 Єрмолов був відсутній на Кавказі, але при від'їзді залишив розпорядження вигнати качкаликовців з місць їх нового проживання, яке його генерали почали виконувати.
На початку березня 1821 року під керівництвом полковника Грекова почалася рубка просіки до річки Мічик. Для цього було мобілізовано 11 тисяч лісорубів із числа чеченців та кумиків. Російський загін складався з 3 тисяч солдатів та 9 гармат. До складу загону входила кумицька кіннота. По дорозі загін прибув у залишене жителями село Ойсунгур, яке було знищено «покарання жителів, які втекли перед їх відходом». 3 березня чеченський загін спробував перешкодити просування військ, але зміг цього. Греков винищив качкаликівські селища, що залишалися в цьому районі. Ті, що вижили, були змушені бігти далі в гори або продемонструвати повну покірність.
Повторне виселення качкаликовців викликало невдоволення південно-східної частини Чечні і стало приводом для повстання. Радянський вчений М. Покровський писав:
|  | … навіть бажанням «повного підпорядкування» важко пояснити такі заходи, як… свідоме відбирання у чеченців тих земель, які були їм абсолютно необхідні для господарства: якщо і припустити, що горяни могли відмовитися від своєї свободи та свого права, то звичка є надто незнищенною в людині. |

До повсталих долучився відомий чеченський військовий і політичний діяч Бейбулат Таймієв, який невдовзі очолив повстання. У квітні 1821 року чеченці напали на укріплення Амір-Аджі-Юрт. Гарнізон, незважаючи на свою нечисленність (всього 25 осіб), зміг протриматися до підходу підкріплення. Оскільки цей виступ був стихійним і непідготовленим, він зазнав провалу і Таймієв розпустив повстанців.
Для надання повстанню релігійно-ідеологічної основи Тайміїв уклав союз із авторитетними богословами Магомедом Майртупським та Абдул-Кадиром Герменчукським. Ними було ухвалено рішення підняти повстання по всій території Чечні. Таймієв здійснював військове керівництво повсталими, а Магомед Майртупський — ідеологічне. Частина чеченських старшин на чолі Абдул-Кадиром Герменчукським відмовилася підкоритися рішенням всечеченських зборів і вирішила розпочати військові дії негайно.
Мабуть, отримавши звістку про повстання, що готується, Греков організував каральний рейд в район Майртупа, в результаті якого весь ліс у цьому районі був вирубаний, а розташовані там аули і хутори — знищені. За свої дії проти чеченців в 1821 Греков був проведений в генерал-майори. Дрібні загони Абдул-Кадира Герменчукського, що базувалися у цьому районі, не змогли чинити помітного опору. Розгром прихильників Герменчукського призвів до посилення позицій Таймієва та Майртупського. На початку 1822 року Герменчукський переконався, що дії дрібних партизанських загонів не здатні змінити ситуацію і він вступив у союз із Майртупським та Таймієвим. Грекову доносили, що «у Герменчуку з'явився новий проповідник… Абдул-Кадир — тамтешній кадій», а «за його спиною стоїть той самий Бей-Булат з його величезним впливом на населення».
Частина російських військ, дислокованих на Кавказькій лінії, на початку 1822 пішла в Кабарду. Повсталі, до яких приєдналися також карабулаки й інгуші, скористалися цим початку наступу. Ними були заблоковані російські укріплення Герзель-Аул, Невідступний Стан, Злобний Окоп, Преградний Стан і Назрань, які, однак, їм не вдалося захопити через відсутність артилерії.
У січні 1822 року Греків зібрав до Грозного каральний загін з 4 рот і 3 батальйонів піхоти, трьох козацьких полків та 13 гармат. На його вимогу було мобілізовано озброєні вершники та кілька тисяч лісорубів з-поміж рівнинних чеченців та кумиків. З Владикавказу на з'єднання з Грековим висунувся інший російський загін у супроводі інгушського ополчення. Об'єднаний загін був поділений надвоє. Один із них рушив до Невідступного Стану, щоб загрожувати качкаликівцям. Другий під командуванням Грекова виступив із Грозного. Грековим була пущена чутка, що загін рухається на Шалі, і біля села Великий Чечен він став будувати міст через Аргун.
Таймієв зібрав сили біля Шалінської просіки і перегородив її окопами та завалами. Однак Греков рушив до Малої Чечні, де села були беззахисні. Він пройшов кілька сіл та розчистив зроблені чеченцями завали. Під загрозою знищення сіл чеченці видали аманатів та забезпечили війська продовольством та фуражем. 8 лютого війська перейшли Аргун раніше побудованим мостом і напали на повстанців. 9 лютого відбувся бій, результат якого вирішила російська артилерія. Чеченці зазнали великих втрат убитими, серед яких виявився і Абдул-Кадир Герменчукський. 11 і 12 лютого в результаті запеклого штурму були зайняті і повністю знищені села Шалі та Нові Атаги.
Знищення двох останніх сіл було заплановано Грековим ще восени 1821 року. Він писав:
|  | … Це тільки може витлумачити їм всі вигоди покірності та неминучість покарання за найменший опір, зокрема: Нові Атаги, Шалі винищити вщент зброєю, а потім їх переселити на лівий берег Сунжі… |

Знищення цих сіл не лише не призвело до «заспокоєння» чеченців, а й викликало новий вибух невдоволення. Ця каральна акція показала, що жодне село не може захистити себе самостійно. Операція привела чеченців до розуміння необхідності консолідації зусиль для захисту.
Після поразки в Шалінському лісі Таймієв розбив підконтрольні йому сили на окремі загони, які здійснювали напади на російські укріплені пункти, козацькі станиці та пости.